# Toro Rosso STR8
La Toro Rosso STR8 (inizialmente denominata Toro Rosso STR08) è un'automobile monoposto sportiva di Formula 1 progettata da Luca Furbatto sotto la supervisione di James Key e costruita dalla Toro Rosso per partecipare al Campionato mondiale di Formula 1 2013.
La vettura è stata presentata il 4 febbraio 2013 a Jerez in Spagna.
Sarà guidata da Daniel Ricciardo e Jean-Éric Vergne, entrambi hanno già guidato per la scuderia nel 2012.

## Livrea e sponsor
La livrea è la stessa del precedente campionato: rossa e blu. Sul cofano motore spicca il simbolo del top sponsor, Red Bull, un toro di colore rosso, in generale la scritta della multinazionale austriaca campeggia ovunque all'interno della carrozzeria.
Sull'ala posteriore si trova, invece, lo sponsor Cepsa.

## Tecnica

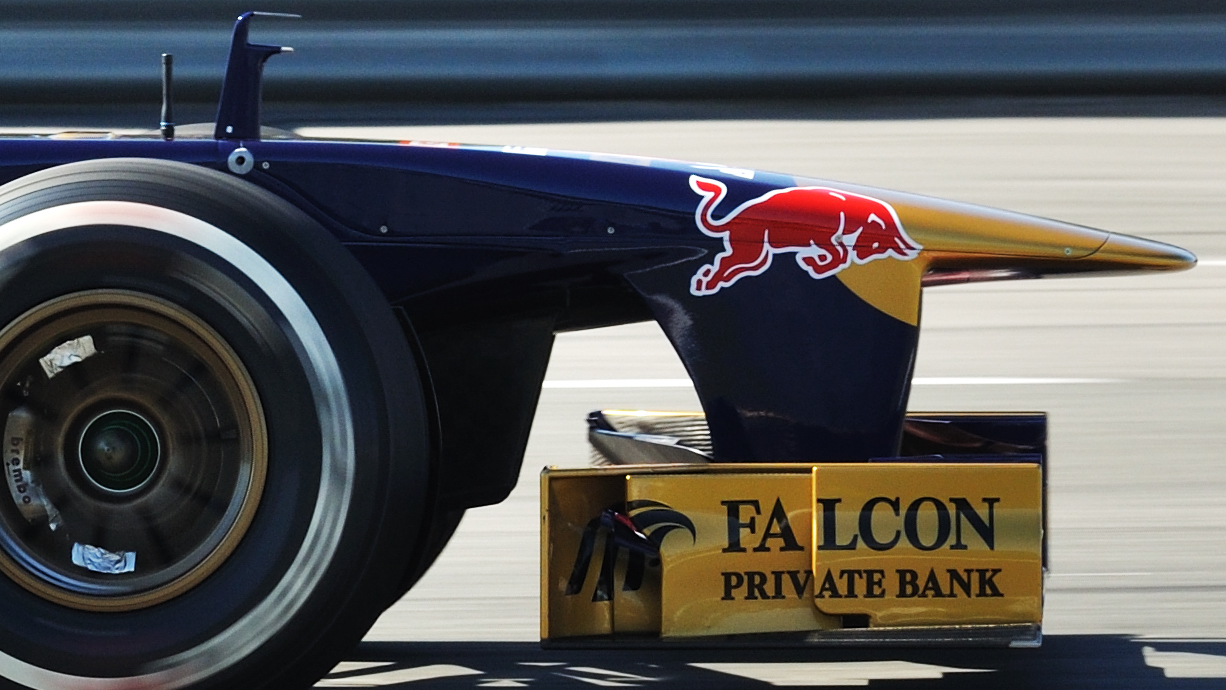
Vista frontale del "vanity panel" della STR8.

La STR8 presenta un telaio molto alto nella zona anteriore che si estende su un naso molto sottile dotato di "vanity panel". La parte inferiore delle fiancate risulta meno "scavata" rispetto alla STR7. Le sospensioni sono push-rod all'anteriore, ma gli attacchi del triangolo inferiore e del puntone sono ancorati al porta-mozzo in posizione più alta rispetto alla versione precedente, in modo tale da avere una maggiore pulizia dei flussi nella parte inferiore, rinunciando alla rigidezza dell'insieme per cercare dei vantaggi di natura aerodinamica. Le sospensioni posteriori offrono invece uno schema del tipo pull-rod. È stato eliminato il doppiofondo che caratterizzava la vettura precedente, ottenendo così un miglioramento del baricentro in quanto i radiatori poggiano direttamente sul fondo vettura. Le fiancate, essendo prive del doppio fondo, hanno un disegno molto tradizionale, degradando nella parte posteriore per favorire l'effetto Coandă. La presa d'aria per i radiatori è stata ingrandita per aumentare l'afflusso. Tutta l'aria calda dei radiatori viene convogliata nella "tromba" alla radice del cofano motore e negli sfoghi che si possono vedere ai lati della trasmissione. Per quanto riguarda la motorizzazione, la STR8 si affida al V8 Ferrari abbinato ad un sistema KERS miniaturizzato posto tra telaio e motore.

## Piloti
| Piloti ufficiali     | Piloti ufficiali | Piloti ufficiali |
| Nazione              | Nome             | Numero           |
| -------------------- | ---------------- | ---------------- |
| Australia (bandiera) | Daniel Ricciardo | 19               |
| Francia (bandiera)   | Jean-Éric Vergne | 18               |

## Stagione
L'inizio della stagione non riservò grandi soddisfazioni alla scuderia faentina, visto che il solo Vergne fu in grado di raggiungere la zona punti in Malesia. Solamente in occasione della corsa in Cina, dove debuttava un nuovo sistema sospensivo, si ebbero i primi progressi, con Daniel Ricciardo in grado di entrare in Q3 e di piazzarsi settimo. Nella medesima corsa pure Vergne avrebbe potuto conseguire un risultato utile, ma venne penalizzato da un incidente con Mark Webber.
La striscia positiva della scuderia continuò con un decimo posto in Spagna di Ricciardo e con un ottavo a Montecarlo conquistato da Vergne, favorito anche dal contatto tra Sergio Perez e Kimi Räikkönen che lo precedevano. Proprio il pilota francese ottenne il miglior risultato della casa italiana in Canada, classificandosi al sesto posto in gara dopo aver raggiunto la Q3. Nella gara successiva a Silverstone fu invece Ricciardo a giungere a punti, dopo aver aveva lottato per il podio per qualche giro ed essere scattato dalla quinta posizione. Nello stesso evento la gara di Vergne fu rovinata dall'esplosione della gomma posteriore quando si trovava in terza posizione.
Nella seconda metà di stagione gli arrivi a punti si diradarono: in Germania e in Ungheria Ricciardo si qualificò tra i primi dieci, ma in gara non riuscì a confermarsi sugli stessi livelli e né lui né Vergne conquistarono punti. Dopo il Canada il pilota francese non riuscì più a marcare punti, mentre l'australiano conquistò un settimo e tre decimi posti rispettivamente nel Gran Premio d'Italia, nel Gran Premio del Belgio, nel Gran Premio d'India e in Brasile.
La scuderia chiuse la stagione all'ottavo posto nella classifica costruttori, con 33 punti.

## Risultati F1
| Anno | Team                | Motore         | Gomme | Piloti    |     |    |    |     |     |     |    |     |     |    |    |     |     |    |    |    |    |    |    | Punti | Pos. |
| ---- | ------------------- | -------------- | ----- | --------- | --- | -- | -- | --- | --- | --- | -- | --- | --- | -- | -- | --- | --- | -- | -- | -- | -- | -- | -- | ----- | ---- |
| 2013 | Scuderia Toro Rosso | Ferrari 056 V8 | P     | Vergne    | 12  | 10 | 12 | Rit | Rit | 8   | 6  | Rit | Rit | 12 | 12 | Rit | 14  | 18 | 12 | 13 | 17 | 16 | 15 | 33    | 8º   |
| 2013 | Scuderia Toro Rosso | Ferrari 056 V8 | P     | Ricciardo | Rit | 18 | 7  | 16  | 10  | Rit | 15 | 8   | 12  | 13 | 10 | 7   | Rit | 19 | 13 | 10 | 16 | 11 | 10 | 33    | 8º   |
| 2013 | Scuderia Toro Rosso | Ferrari 056 V8 | P     | Kvjat     |     |    |    |     |     |     |    |     |     |    |    |     |     |    |    |    |    | SP | SP | 33    | 8º   |

| Legenda | 1º posto     | 2º posto | 3º posto    | A punti         | Senza punti/Non class.  | Grassetto – Pole position Corsivo – Giro più veloce |
| Legenda | Squalificato | Ritirato | Non partito | Non qualificato | Solo prove/Terzo pilota | Grassetto – Pole position Corsivo – Giro più veloce |